# ジェレンツァーゴ
ジェレンツァーゴ（伊: Gerenzago）は、イタリア共和国ロンバルディア州パヴィーア県にある、人口約1,400人の基礎自治体（コムーネ）。

## 地理

### 位置・広がり

#### 隣接コムーネ
隣接するコムーネは以下の通り。
- コピアーノ
- コルテオローナ・エ・ジェンツォーネ
- インヴェルノ・エ・モンテレオーネ
- マゲルノ
- ヴィッランテーリオ

### 気候分類・地震分類
気候分類では、zona E, 2623 GGに分類される。
また、イタリアの地震リスク階級 (it) では、zona 3 (sismicità bassa) に分類される
。

## 行政

### 分離集落
ジェレンツァーゴには、以下の分離集落（フラツィオーネ）がある。
- Cascina Castellere, Cascina Mellana, Galbere